# Осоркон IV
Осоркон IV — давньоєгипетський фараон, останній правитель XXII династії та, фактично, всього Третього перехідного періоду. Насправді правив лише у Танісі й Бубастісі, що в Нижньому Єгипті.

## Життєпис
Осоркон правив упродовж одного з найбільш хаотичних та політично нестабільних і роздроблених періодів історії Стародавнього Єгипту, під час якого у Дельті панували численні лівійські племена на чолі з місцевими царьками. За часів свого правління Осоркон також зіткнувся із загрозою з боку кушитського царя Піанхі. Окрім того, східним кордонам Єгипту значну загрозу складало Новоассирійське царство.